# 天主教阿切拉教區
天主教阿切拉教區（拉丁語：Dioecesis Acerrarum）是天主教會在義大利的一個教區，屬那不勒斯總教區。

## 歷史
教區成立於11世紀，但具體年份並不確定。有指教區是古代蘇埃索拉教區的延續。
教區第一位主教的名字是傑拉爾多。教區最初直屬聖座，但很快就歸那不勒斯管轄。1653年教區大修院成立。1818年6月27日至1854年12月間教區與聖阿加塔德戈蒂教區聯合。

## 現況
教區包括卡塞塔省東南部和那不勒斯省東北部。2012年有教友121,763人，佔轄區總人口98.3%。教區下轄廿八個堂區，有五十三名司鐸。
現任教區主教為安多尼·迪多納，榮休主教為薩維·若望·里納爾迪。
1. ↑   (新闻稿). Sala Stampa della Santa Sede. 2013-09-18  [2019-10-09]. （原始内容存档于2019-10-09） （意大利语）.